# Alternes
Alternes eller (Alterneset eller Alteren) är en tätort i Rana kommun i Nordland fylke i norra Norge. Orten ligger vid fylkesväg 810, på norra sidan av Ranfjorden, väster om staden Mo i Rana.